# Caraco (vêtement)
Pour les articles homonymes, voir Caraco.
 (février 2024).
Si vous disposez d'ouvrages ou d'articles de référence ou si vous connaissez des sites web de qualité traitant du thème abordé ici, merci de compléter l'article en donnant les références utiles à sa vérifiabilité et en les liant à la section « Notes et références ».
Ne doit pas être confondu avec Karakou.
Le caraco est une pièce du vêtement féminin du XVIIIe siècle. Il s'agit d'une veste, surtout caractérisée par ses longues manches collantes, par sa petite taille (opposée à l'ampleur des robes à la française à plis Watteau ou à la lourdeur des robes à paniers) et la présence de basques plus ou moins longues[réf. nécessaire].

## Historique
Le caraco était souvent très simple : sa principale décoration était le tissu employé (les toiles de Jouy était très utilisées, mais aussi, le brocart), et non les ruchées et les franges, comme il était d'usage sur les costumes plus imposants comme la robe à la française.
Le caraco a surtout été porté dans la seconde moitié du XVIIIe siècle. Il était d'abord porté par les paysannes ou les artisanes (il tirerait son nom d'une forme de petites basques situé dans le dos d'un corsage provençal, le cacaraca) avant d'être adopté par les couches plus aisées de la société comme costume de maison, ou de campagne. Du fait de sa simplicité et de son absence de décoration, le caraco ne pouvait être porté à la Cour ou lors de grandes occasions. C'était principalement un costume de Province, ce qui explique pourquoi le caraco devint très à la mode pendant la Révolution française : il était démocratique.
Il existe plusieurs types de caracos, mais parmi les plus connus on peut trouver le pierrot, et le « caraco à la Suzanne » (en référence à la Suzanne du Mariage de Figaro, une servante).

## Aujourd'hui
Depuis le XIXe siècle[réf. nécessaire], le mot « caraco » désigne une pièce de lingerie sans manches, un haut court et droit à fines bretelles, porté de manière légèrement flottante sur le buste, parfois avec une culotte assortie. Dans les années 1970, la mode hippie a remis ce vêtement tombé en désuétude à la mode, en en faisant un vêtement du dessus. Depuis les années 1990, le caraco est devenu une pièce portée à la fois dessus et dessous.